# U-key
野村礼輝 （のむらゆうき、1986年6月4日 - ）【U-key ゆうき】は、日本のミュージシャン、ボーカリスト。3人組バンドBOOOSTのボーカル。作詞、作曲、トラックメイカー、映像編集も手がける。Tiktoker、LINELIVER、YouTuber、農夫でもある。埼玉県深谷市出身。血液型AB型。

## 来歴
- 2007年4月、ダンスボーカルダンスユニット・SQUAREHOOD（スクエアフッド）を結成。
- 2009年8月、ワーナーミュージック・ジャパンでメジャーデビュー。
- 2015年、S.S.P.D.-Steel Sound Police Dept-を結成。
- 2016年3月、Breathing Booost（ブリージングブースト）に改名。
- 2019年11月22日、BOOOST（ブースト）に改名。

## 人物
BOOOSTの中では最年長。バンド活動や個人でのライブ配信アプリでの配信をしている。地元である埼玉県深谷市で深谷ねぎ農家をしながら音楽活動をしていた時期もある。
小学生の頃、父にエレキギターをもらったのをきっかけに音楽の道へ。中学でアンプを買ってもらい、ギターを引き始め、高校でバンドを始める。大学で上京してクラブ・ミュージックを知り、それからシンガーとして活動していくことを決意。その後、EXILEのオーディションを受けたり、ボーカル・スクールにも通ったりするようになった。
そして2015年に当時のメンバー (May, Gassy, SHUN) でS.S.P.D.-Steel Sound Police Dept-を結成し、ボーカルとして活動を開始した。2020年10月末にドラムSHUNが脱退し、それ以降はMayとGassyと共に活動中だ。2021年に入り、Youtubeで毎日カバー動画を投稿し、また、5か月連続オリジナル楽曲配信リリースが決定した。
バンド活動以外にも、LINEのライブ配信アプリ「LINE LIVE」でのライブ配信にも力を入れている。昔の名曲から最新曲までのカバーやオリジナル曲を歌い、多くのリスナーから人気を集めている。LINE LIVEで毎日配信を継続した結果、LINELIVE Presents LIVER AWARD 2018とLINELIVE Presents LIVER AWARD 2019でグランプリを2年連続受賞。その好成績が評価されたことにより、LINE LIVEの育成プログラムである「LIVER Support Program(ライバーサポートプログラム)」のライバーとしても選抜され、LINEとUUUMから活動の共同サポートを受けていた。
2020年2月にはバンドの新企画として、メンバーと一緒に深谷ねぎを育て、それを「バンド深谷ねぎ」として予約販売する企画を行った。

## 作詞・作曲
| 曲名                               | 作詞作曲 | 収録                                                                                               |
| ---------------------------------- | -------- | -------------------------------------------------------------------------------------------------- |
| 会いたくて…会えなくて…             | 作曲     | Breathing Booost シングル 『会いたくて…会えなくて…』 BOOOST ミニアルバム 『愛されたい』 2020年ver. |
| I believe in you                   | 作詞     | |
| ありがとう                         | 作詞作曲 | BOOOST アルバム『愛されたい』                                                                      |
| 大好きだよ                         | 作詞作曲 | |
| Rリグレット                        | 作詞作曲 | |
| 輪になって                         | 作詞作曲 | BOOOST アルバム『愛されたい』                                                                      |
| 薄っぺらくてありきたりなラブソング | 作詞     | |
| 愛されたい愛されたい               | 作詞作曲 | BOOOST アルバム『愛されたい』                                                                      |
| Best Friend                        | 作詞作曲 | BOOOST アルバム『愛されたい』                                                                      |
| 熱帯夜                             | 作詞     | |
| 嫌いになれたらいいのに             | 作詞作曲 | BOOOST アルバム『愛されたい』                                                                      |
| We’ll Be There                     | 作詞作曲 | BOOOST アルバム『愛されたい』                                                                      |
| わた雪                             | 作詞     | BOOOST アルバム『愛されたい』                                                                      |
| もっと                             | 作詞作曲 | |
| この指とまれ                       | 作詞     | |
| 向日葵                             | カバー   | |

## 出演

### イベント・コンサートゲスト出演
- 映画『アリー/スター誕生』ジャパンプレミア（2018年12月）[5][6]
- Lady Gaga Enigmaリハーサル（2018年12月）[7]
- Tigh-Z -ROAD TO CASTLE 1st STAGE 大阪公演（2019年12月29日）
- さっぽろ雪まつり（2020年2月8日）[8]
- 菅田将暉・小松菜奈 映画『糸』スペシャルLINE LIVE[9]『映画『糸』x LINE LIVE「糸」カラオケオーディション』最終審査

### テレビ番組
- ドキドキ！芸能人とテレ東で「さしめし」してみた！（2016年12月5日、テレビ東京）
- 話題のアプリ ええじゃないか！（2019年6月27日、TOKYO MX）
- メッセンジャーの○○は大丈夫なのか?（2020年1月9日、毎日放送）
- 熊谷・深谷人図鑑（2020年4月11日 - 20日、J:COMチャンネル）

### ネット配信番組
- オールナイトニッポンi（2018年11月7日、ニッポン放送）

### ラジオ番組
- 霧島酒造 presents POCKYのK's WAVE（2020年8月23日、CROSS FM）

### 雑誌・広報
- JUNON 2018年12月発売号（主婦と生活社）
- 広報ふかや 2019年2月号（深谷市）[10]
- smart 2020年12月発売号（宝島社）

### 電子書籍
- LINELIVER STYLE BOOK（2018年11月6日、著者：後藤麻衣子）[11]

### CM・広告
- LINE LIVE（2020年）[12]

### 受賞
- LINE LIVE OF THE YEAR 2016[13]
- LINE LIVE Presents LIVER AWARD 2018 グランプリ受賞
- LINE LIVE Presents LIVER AWARD 2019グランプリ受賞[14]
- 映画『糸』x LINE LIVE「糸」カラオケオーディション グランプリ
- Tiktok 2025.3 イズニート新人戦 優勝
- Tiktok 2025.4 ギフテッドボーカリストオーディション2 グランプリ受賞
- Tiktok 2025.6 デフテッド ライバー甲子園 予選ブロック決勝進出
- Tiktok 2025.6 ライバー紅白 紅組で出場  オリジナル曲「劣等感」歌唱 で 勝利